# Раба придверница

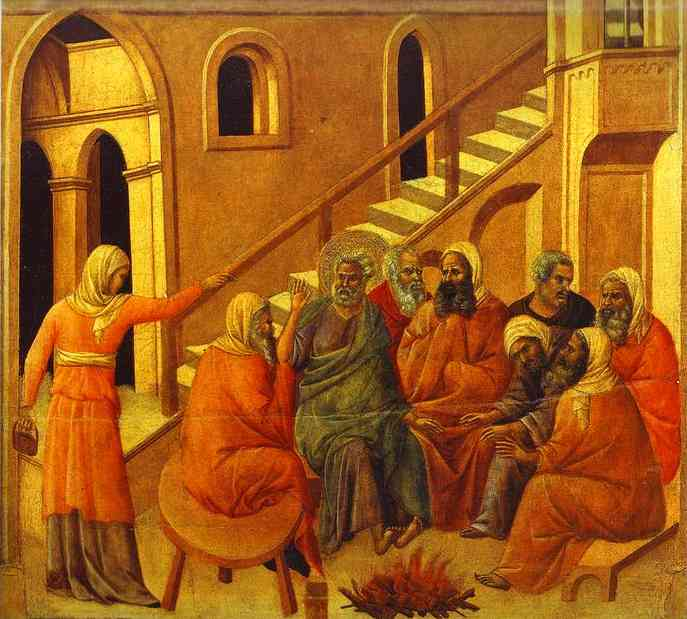
«Отречение апостола Петра». Фрагмент Маэсты работы Дуччо.
Глагола же раба дверница петрови: еда и ты ученик еси Человека сего? Глагола он: несмь.
Dicit ergo Petro ancilla ostiaria numquid et tu ex discipulis es hominis istius dicit ille non sum

Раба придверница — безымянный персонаж Нового Завета (Ин. 18:17), рабыня-привратница первосвященника Анны, слова которой подтолкнули апостола Петра ради обогрева у костра отречься от Иисуса Христа (первое из трех его отречений). 

За Иисусом следовали Симон Петр и другой ученик; ученик же сей был знаком первосвященнику и вошел с Иисусом во двор первосвященнический. А Петр стоял вне за дверями. Потом другой ученик, который был знаком первосвященнику, вышел, и сказал придвернице, и ввел Петра. Тут раба придверница говорит Петру: и ты не из учеников ли Этого Человека? Он сказал: нет. Между тем рабы и служители, разведя огонь, потому что было холодно, стояли и грелись. Петр также стоял с ними и грелся.
— Ин. 18:15-18
Она же упоминается в других трех евангелиях как «одна служанка [первосвященника]» (Мф. 26:69; Мк. 14:66; Лк. 22:56).
Поскольку она убедила Петра отречься от Учителя аналогично тому, как Ева убедила Адама попробовать запретный плод, в западной патристике этот персонаж становится одной из самых популярных замен для Евы. Проповедник Максим Туринский, например, писал: «Ева сбила с пути Адама; раба-придверница сбила с пути Петра».
Феофилакт Болгарский в своих толкованиях все же пишет о ней по другому: «Женщина спрашивает Петра без дерзости, без грубости, но очень кротко. Ибо она не сказала: и ты не из учеников ли этого обманщика, но: „Этого Человека“, а это, скорее, были слова сожалеющей и проникнутой любовью к человеку. Сказала: „И ты не из учеников ли“ потому, что Иоанн был внутри двора. Женщина эта говорила так кротко, а он ничего этого не заметил, опустил из внимания и предсказание Христа».